# Осипов, Вячеслав Николаевич
Вячеслав Николаевич Осипов (5 мая 1938 — 27 января 2009, Москва) — советский и российский певец оперы и оперетты, драматический тенор, солист Музыкального театра им. Станиславского и Немировича-Данченко. Народный артист РСФСР (1986).

## Биография
Вячеслав Осипов родился в музыкальной семье. Его отец Николай Александрович Осипов учился в Московской консерватории, но вынужден был бросить профессиональное пение, чтобы прокормить семью. Вячеславу тоже приходилось подрабатывать: во времена учёбы он разгружал вагоны. «Еще до поступления в институт судьба преподнесла Вячеславу удивительный подарок, который начинающему певцу и во сне не мог присниться. Родители юного тенора хоть и помогали ему, но много денег давать не могли и Вячеслав подрабатывал на разгрузке вагонов. Там он познакомился с пожилым итальянцем, который заведовал складом при железнодорожной станции. Итальянец оказался бывшим солистом Римской оперы (тоже тенором). Каким-то неведомым путём его занесло в нашу страну и здесь он, в конце концов, оказался на складе. Как-то однажды Осипов и итальянец решили „спрыснуть“ дружбу. Под воздействием горячительного Вячеслав вдруг запел и… изумлению итальянца не было предела. С этого дня в течение четырёх лет итальянец аккуратно давал уроки пения Вячеславу Осипову. Нисколько не сомневаюсь в том, что именно этот итальянский маэстро с изломанной судьбой сильно поспособствовал тому, что Вячеслав Осипов стал уникальным явлением нашей оперной сцены. Многие советские оперные певцы выезжали в Италию на стажировку, но мало кому так удавалось овладеть итальянским „бельканто“, как Осипову», — писал в юбилейной статье автор Александр Мильцов.
Через много лет певец вспоминал, как после случайной встречи на подмосковной даче со знаменитым баритоном Большого театра Алексеем Ивановым последний дал юному Вячеславу рекомендательное письмо к ректору Александру Свешникову, и его приняли на подготовительное отделение Московской консерватории. «Правда, через полгода выгнали как профнепригодного. Спасибо доброй душе — Рахили Львовне Блюман, директору Мерзляковского музыкального училища. Она меня, что называется, подобрала, и я продолжил учёбу», — рассказывал певец.
Все же он окончил Государственный музыкальный педагогический институт им. Гнесиных (ныне Российская академия музыки им. Гнесиных) и в 1967 году начал работать в Московском академическом Музыкальном театре им. К. С. Станиславского и Вл. И. Немировича-Данченко. Много гастролировал. Около десяти лет, с 1971 по 1980 год, играл роль Хосе в берлинском оперном театре Комише опер.
С 1981 года занимался преподавательской деятельностью. Сначала преподавал в ГИТИСе, с 1985 года в ГМПИ им. Гнесиных. В 1996 году специально для Осипова в Музыкальном театре им. Станиславского и Немировича-Данченко поставили оперу Джузеппе Верди «Отелло».
Вячеслав Осипов продолжал выступать до последних дней своей жизни и умер во время репетиции 27 января 2009 года.

## Роли
- Пинкертон («Чио-Чио-Сан» Дж. Пуччини);
- Каварадосси («Тоска» Дж. Пуччини);
- Канио («Паяцы» Р. Леонкавалло);
- Арриго («Битва при Леньяно» Дж. Верди);
- Эрнани («Эрнани» Дж. Верди);
- Герман («Пиковая дама» П. И. Чайковского);
- Водемон («Иоланта» П. И. Чайковского);
- Вакула («Черевички» П. И. Чайковского);
- Сергей («Катерина Измайлова» Д. Д. Шостаковича);
- Савва («Безродный зять» Т. Н. Хренникова);
- Хозе («Кармен» Ж. Бизе);
- Отелло («Отелло» Дж. Верди).

## Награды и премии
- Заслуженный артист РСФСР (06.09.1978)
- Народный артист РСФСР (06.05.1986)
- Орден Почёта (06.02.2009)[5]
- Орден Дружбы (29.11.1999)[6]
- Благодарность Министра культуры и массовых коммуникаций Российской Федерации (21.12.2004) — за сохранение и приумножение лучших традиций отечественной культуры и в связи с 75-летием Центрального Дома работников искусств[7]
- Почётная грамота Московской городской Думы (10.09.2008) — за заслуги перед городским сообществом[8].